# مارگوت کوتنس
مارگوت کوتنس (اسپانیایی: Margot Cottens‎؛ ‏ ۹ ژانویهٔ ۱۹۲۲ – ۲ ژانویهٔ ۱۹۹۹) بازیگر اهل اروگوئه بود.
از فیلم‌هایی که وی در آن نقش داشته‌است، می‌توان به کنت مونت کریستو و چشم طمع به همسایه طبقه پنجم نداشته باشید اشاره کرد.